# Arauzo de Salce
Arauzo de Salce é um município da Espanha na província de Burgos, comunidade autónoma de Castela e Leão, de área 19 km² com população de 74 habitantes (2007) e densidade populacional de 3,89 hab./km².

## Demografia
| Variação demográfica do município entre 1991 e 2004 | Variação demográfica do município entre 1991 e 2004 | Variação demográfica do município entre 1991 e 2004 | Variação demográfica do município entre 1991 e 2004 |
| --------------------------------------------------- | --------------------------------------------------- | --------------------------------------------------- | --------------------------------------------------- |
| 1991                                                | 1996                                                | 2001                                                | 2004                                                |
| 81                                                  | 83                                                  | 67                                                  | 73                                                  |